# Sziradźgondźo
Sziradźgondźo (beng. সিরাজগঞ্জ, ang. Sirajganj) – miasto w środkowym Bangladeszu, w prowincji Sziradźgondźo. Powierzchnia miasta wynosi 19,56 km². Populacja miasta wynosi 127 147 mieszkańców, w tym 50,93% to mężczyźni a 49,07% to kobiety.